# Miličín
Miličín je město v okrese Benešov. Žije zde 885 obyvatel a území města má rozlohu 2572 ha. Leží v průměrné nadmořské výšce 617 m, v sedle mezi vrchy Kalvárie (698 m) a Šibeník (656 m).
Nachází se v oblasti nazývané Česká Sibiř. Leží na křížení trasy mezinárodní silnice E55 se silnicí na Mladou Vožici, která je ve vzdálenosti přibližně 15 km. Ve vzdálenosti 17 km jižně leží město Tábor, 21 km severozápadně město Sedlčany a 22 km severovýchodně město Vlašim a 25 kilometrů severně Benešov.
Součástí města jsou i vesnice Kahlovice, Malovice, Nasavrky, Nové Dvory, Petrovice, Reksyně, Záhoří u Miličína a Žibkov.

## Historie

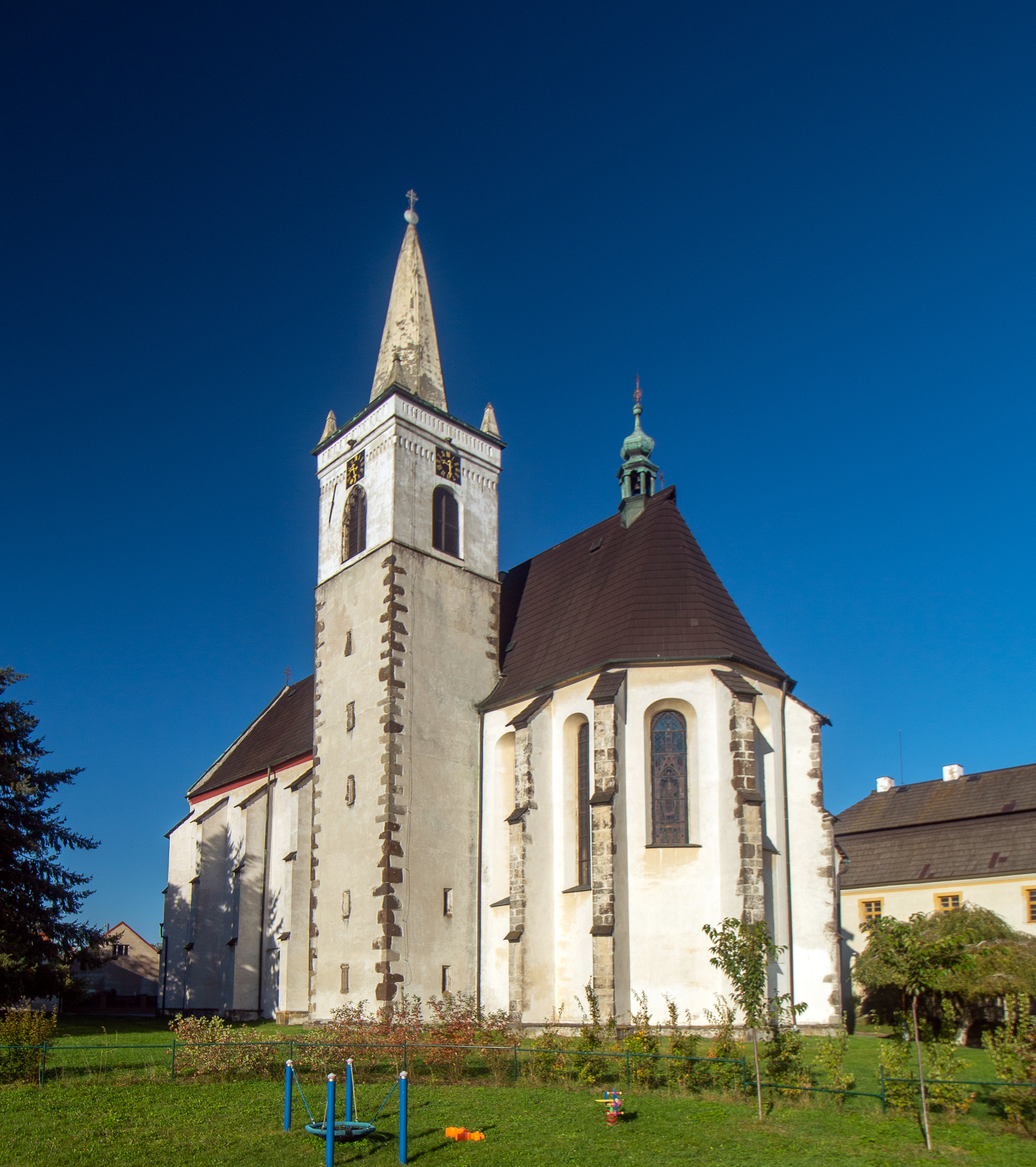
Farní kostel Narození Panny Marie v Miličíně

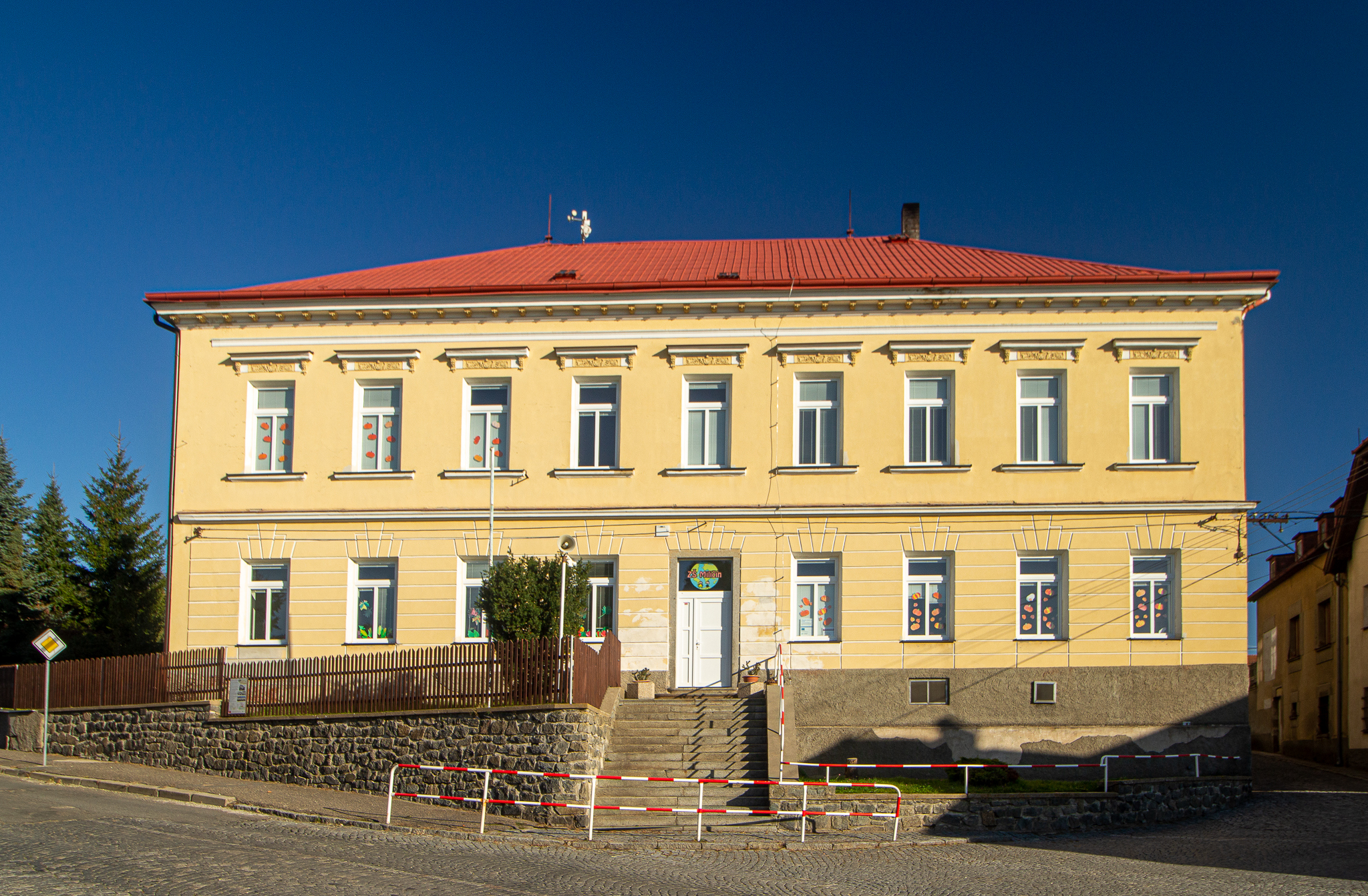
Základní a mateřská škola v Miličíně

Miličín vznikl jako osada na zemské silnici a křižovatce obchodních cest. První písemná zmínka o něm pochází z roku 1283, kdy je zmiňován Vilém z Miličína, který byl příznivcem Záviše z Falkenštejna. Roku 1318 je jako pán a dědic uváděn Heřman z Miličína, který bojoval po boku krále Jana Lucemburského. Posledním příslušníkem rodu pánů z Miličína byl jeho syn Heřman, který padl 1346 v bitvě u Kresčaku. Před odjezdem do ciziny však prodal Miličín svému příbuznému Petru Rožmberkovi. Rožmberkové drželi Miličín až do roku 1591.
Zdejší hrad s městečkem se stal střediskem rožmberského panství na důležité zemské cestě do Prahy. Právě v této době zažilo městečko největší rozkvět. Dařilo se řemeslům, v letech 1380–1384 byl postaven dvoulodní gotický kostel Narození Panny Marie (v letech 1736 a 1754 barokně přestavěn – na severní straně byla zazděna okna, chrám byl zvýšen, odstraněna klenba a vnitřní pilíře. Také věž byla zvýšena a zakryta zděnou jehlanovou střechou, byla přistavěna předsíň. Na hlavním oltáři je obraz Petra Brandla), v roce 1392 zde byla zřízena škola. Od Rožmberků má Miličín též městský znak (rožmberská růže ve stříbrném poli, štít je zdoben třemi pštrosími pery).
Rozvoj města byl zbrzděn za husitských válek, kdy patrně zanikl zdejší hrad a správa panství přešla na Choustník. Až asi na konci 16. století, za Viléma z Rožmberka, si tu Rožmberkové postavili panský dům, tzv. Rožmberský nocležní dům sloužící vrchnosti k přenocování při častých cestách s družinou do Prahy. Velkou ranou pro rozvoj Miličína byl požár v roce 1644, kdy vyhořel nejen panský dům, ale s výjimkou jediného stavení i celé město. V roce 1696, kdy již město držel hraběcí rod Kuenburgů, byl vyhořelý panský dům přestavěn v patrový barokní zámek. V roce 1749 však vyhořel a ztratil na významu. Jeho zbytky byly na konci 18. století rozprodány na soukromé příbytky, ale alespoň to tak vypadá podle písemných pramenů. V rozporu s tím ojedinělá obrazová dokumentace z roku 1812 ukazuje zámecký areál ještě v ideálním stavu na rytině Antonína Jana Venuty, zhotovené podle kresby Adalberta Benedikta Juhna.
V 70. letech 19. století byla postavena železnice z Benešova do Tábora, která se Miličínu vyhýbá, a tím se hospodářský rozvoj městečka téměř zastavil. Zhoršilo se obchodní spojení městečka a formanské řemeslo zaniklo. Místní lidé se začali živit více zemědělstvím.
Rozhodnutím předsedkyně Poslanecké sněmovny byl obci Miličín 28. ledna 2022 navrácen status města.

### Územněsprávní začlenění
Dějiny územněsprávního začleňování zahrnují období od roku 1850 do současnosti. V chronologickém přehledu je uvedena územně administrativní příslušnost obce v roce, kdy ke změně došlo:
- 1850 země česká, kraj České Budějovice, politický okres Tábor, soudní okres Mladá Vožice[7]
- 1855 země česká, kraj Tábor, soudní okres Mladá Vožice
- 1868 země česká, politický okres Tábor, soudní okres Mladá Vožice
- 1939 země česká, Oberlandrat Tábor, politický okres Tábor, soudní okres Mladá Vožice[8]
- 1942 země česká, Oberlandrat České Budějovice, politický okres Tábor, soudní okres Mladá Vožice[9]
- 1945 země česká, správní okres Tábor, soudní okres Mladá Vožice[10]
- 1949 Pražský kraj, okres Votice[11]
- 1960 Středočeský kraj, okres Benešov
- 2003 Středočeský kraj, okres Benešov, obec s rozšířenou působností Votice

### Rok 1932
Ve městě Miličín (1364 obyvatel, ) byly v roce 1932 evidovány tyto živnosti a obchody:
- Instituce a průmysl: poštovní úřad, telefonní úřad, telegrafní úřad, četnická stanice, katol. kostel, sbor dobrovolných hasičů, živnostenský spolek, družstvo pro rozvod elektrické energie v Miličíně, lihovar.
- Služby (výběr): lékař, autodopravce, 3 cukráři, drogerie, 7 hostinců, knihkupectví, dámská konfekce, kožišník, 7 krejčích, malíř, obchod s obuví Baťa, 2 pekaři, porodní asistentka, 5 řezníků, 2 sedláři, sklenář, 8 obchodů se smíšeným zbožím, Spořitelní a záložní spolek pro Miličín, 2 truhláři, zámečník.

V obci Petrovice (Přísl. Nové Dvory, 312 obyvatel, samostatná obec se později stala součástí Miličína) byly v roce 1932 evidovány tyto živnosti a obchody: cihelna, družstvo pro rozvod elektrické energie v Petrovicích u Mladé Vožice, 2 hostince, 2 koláři, 2 kováři, krejčí, zemědělský lihovar, mlýn, obuvník, pila, obchod se smíšeným zbožím, 2 trafiky, velkostatkář Bachrach.

## Obyvatelstvo
Dle dostupných informací ze sčítání lidu dochází od roku 1869 v Miličíně prakticky k neustálému úbytku počtu obyvatel. Včetně osad, které k Miličínu v současnosti patří, bylo v roce 1869 sečteno 2975 obyvatel ve 409 domech, přičemž vlastní Miličín obývalo 1752 osob. V roce 1921 pak bylo v Miličíně (včetně osad) 2118 obyvatel. Při posledním sčítání lidu, domů a bytů v roce 2021 se k pobytu na katastrálním území Miličín přihlásilo 856 obyvatel, a to ve 485 domech.

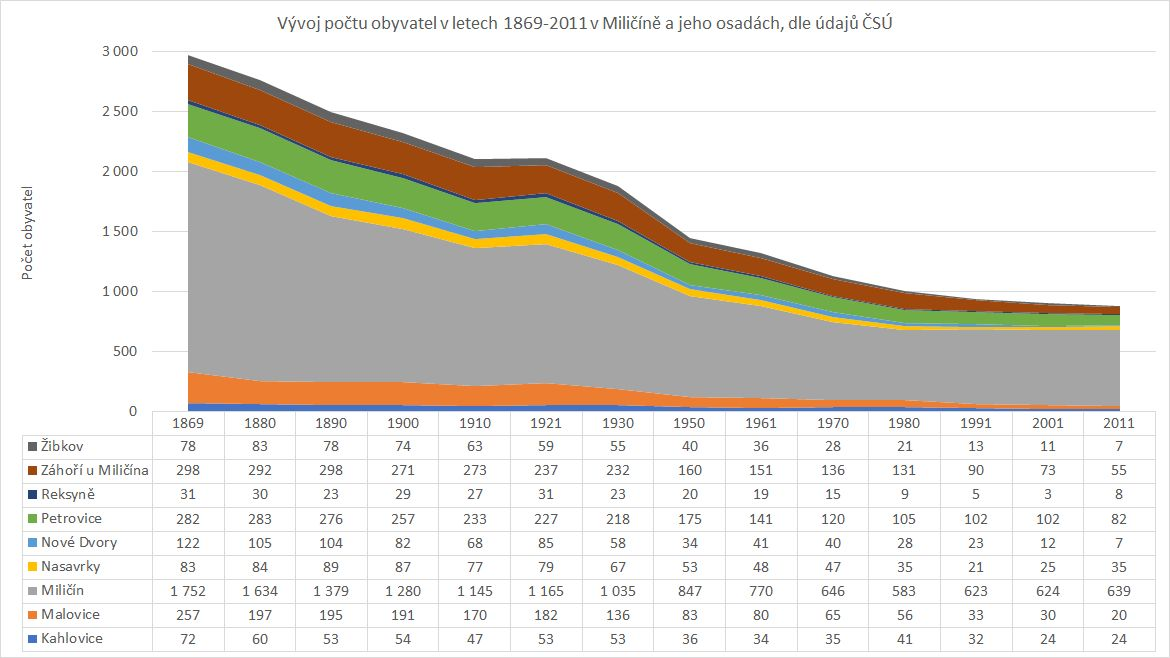
Vývoj počtu obyvatel v letech 1869-2011 v Miličíně a jeho osadách

## Doprava
Dopravní síť

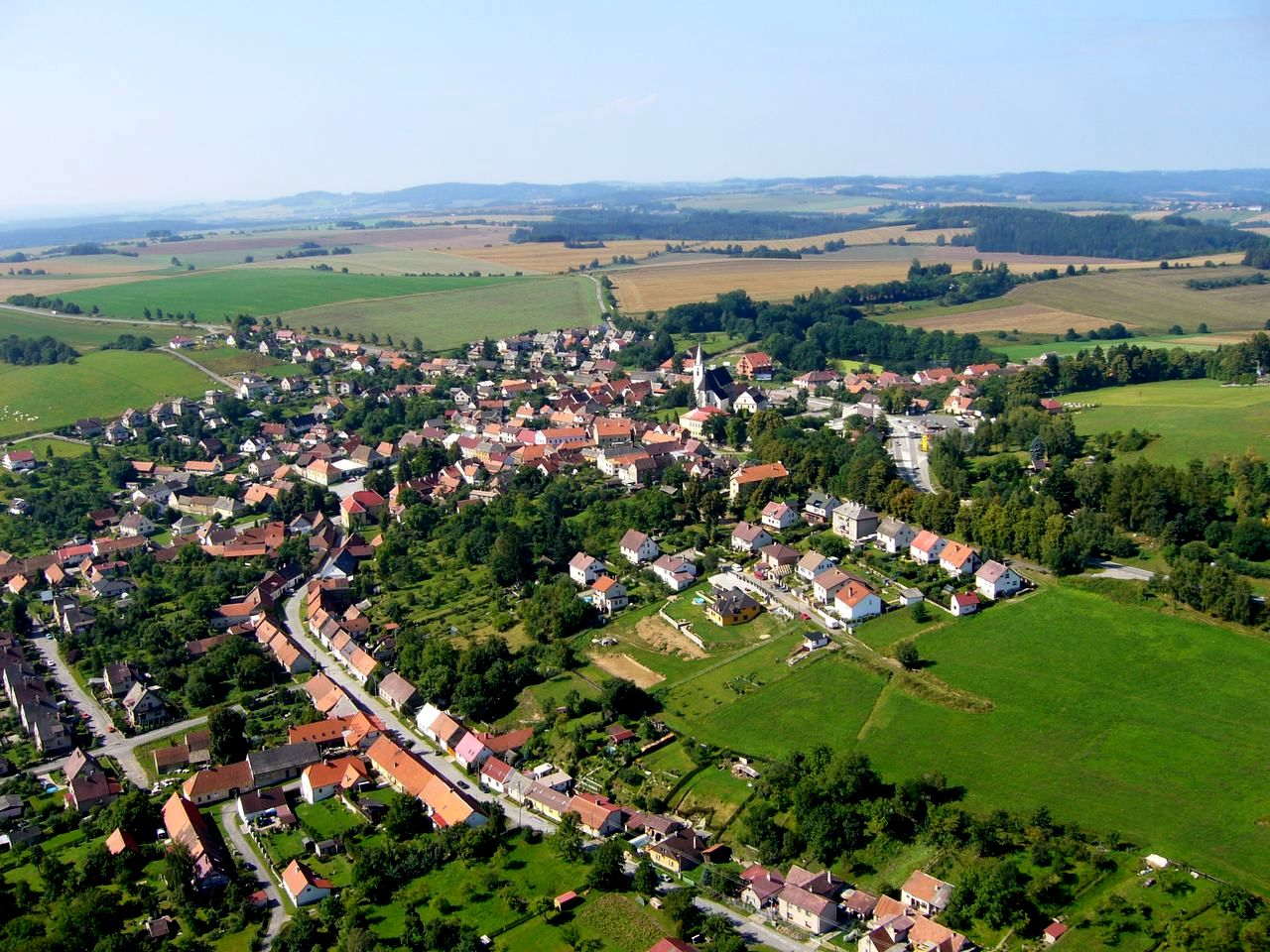
Letecký snímek Miličína

- Pozemní komunikace – Obcí prochází silnice I/3 Mirošovice D1 - Benešov - Miličín - Tábor - České Budějovice.

- Železnice – Železniční trať ani stanice na území obce nejsou.

Veřejná doprava 2012
Obcí projížděly autobusové linky do těchto cílů: Bechyně, Benešov, České Budějovice, Český Krumlov, Jemnice, Jindřichův Hradec, Jistebnice, Praha, Tábor, Třeboň, Týn nad Vltavou, Votice, Vyšší Brod.
V Miličíně jsou 4 autobusové zastávky. Jedna (u začátku parkoviště) pro linky autobusů přijíždějících ze směru od Mladé Vožice (a téměř naproti ní pro autobusy z opačného směru ) a jedna pro linky ostatních autobusů směrem na Tábor (do cílových stanic Tábor, České Budějovice, Český Krumlov, Jindřichův Hradec, Bechyně atp.). Na těchto zastávkách lze využít i regionální autobusové linky do blízkých obcí v rámci regionální sítě Benešovska. Výstupní a nástupní zastávka pro autobusy přijíždějící od Benešova nebo Prahy je přímo naproti motorestu Česká Sibiř.

## Turistika
- Cyklistika – Z obce vychází cyklotrasa č. 1178 Miličín - Mladá Vožice - Načeradec.

- Pěší turistika – Územím obce vede turistická trasa  Votice - Miličín - Mezno - Tábor. V katastru obce byla v roce 2013 zřízena Okrašlovacím spolkem Miličín naučná stezka Čeňka Kraupnera.

## Pamětihodnosti

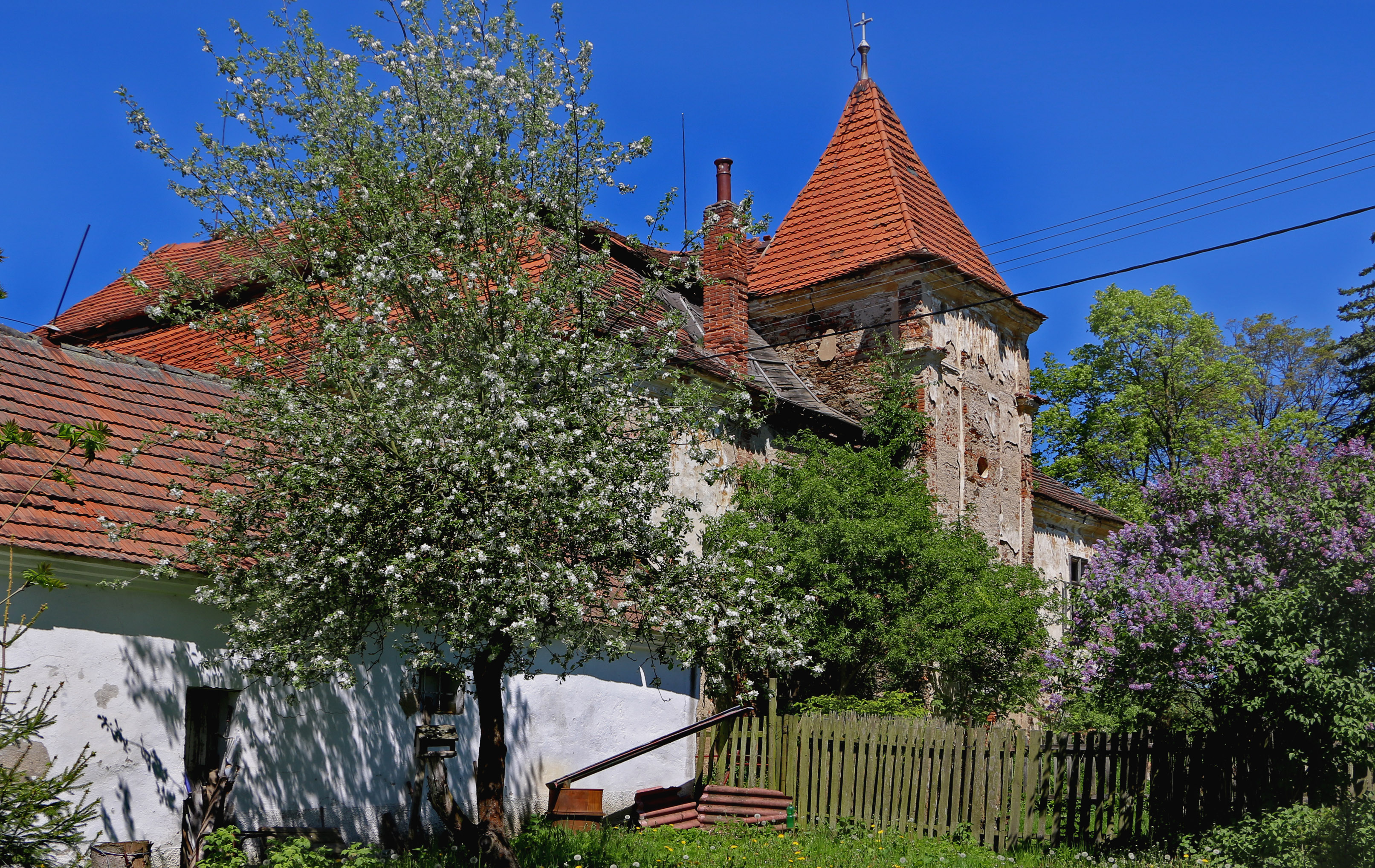
Někdejší petrovický zámek (2017)

- Kostel Narození Panny Marie a fara
- Kaple Utrpení Kristova s Křížovou cestou
- Barokní zámek v Petrovicích – zbořen v roce 2019

### Zaniklé stavby
- Větrný mlýn

## Rodáci
- František Xaver Paleček (1859-1926), římskokatolický kněz

## Zajímavost
- Miličínský lev
- Čertovo kopyto

## Pověst
Pověst vztahující se ke kapli na hoře Kalvárie: V Miličíně sídlila bohatá rodina, které se ztratil malý synek. Po marném hledání se obrátili k Bohu. Modlili se a prosili o jeho šťastný návrat. Jejich prosby byly vyslyšeny. Ve sne se jim zjevil anděl, který jim oznámil, že hledané dítě je na hoře Kalvarii. Rodiče tam synka skutečně našli zdravého a v pořádku. A jako projev poděkování a vděčnosti nechali v těch místech postavit a vyzdobit kapli.
Pověst vztahující se k skále zvané Miličínský lev. Když se rytířská družina knížete Václava uchýlila do Blaníku, šel s nimi i lev. Ten se ale neukryl v podzemí, ale zde na tomto kopci. Ostražitě hlídá. Pokud do naší země přijdou nepřátelé, bude první, kdo je uvidí. Silným řevem vzbudí spící rytíře a ti vetřelce zaženou. Lev hlídal dlouho, postupně se jeho tělo přeměnilo v kámen. Porostl i mechem. Ale srdce má stále statečné a stále bije. Blaničtí rytíři se čas od času přijdou přesvědčit, zda lev hlídá a pak se spokojeně vrátí do podzemí. Lev má z návštěvy vždy tak velkou radost, že se celým krajem rozléhá jeho spokojené bručení.[zdroj?]